# Racine nerveuse

Schéma d'une coupe transversale de la moelle spinale et de l'émergence des racines d'une paire de nerfs spinaux

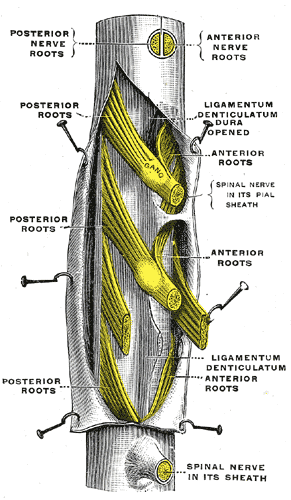
Schéma d'une vue latérale droite d'un partie de la moelle spinale montrant les racines de plusieurs nerfs spinaux (sectionnés)

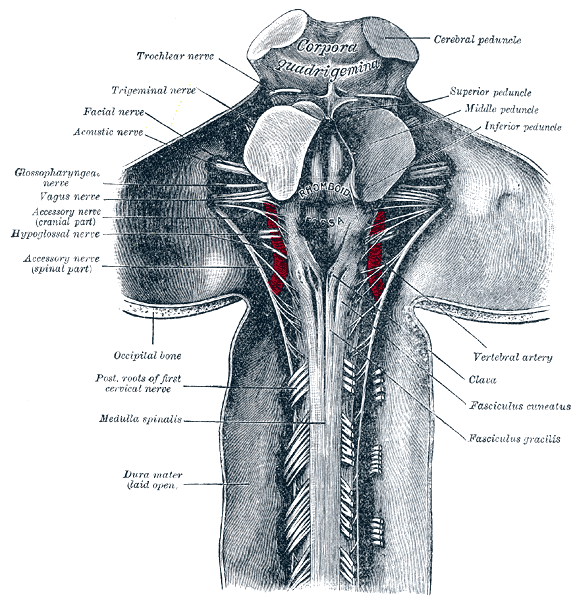
Schéma du tronc cérébral et de la portion initiale de la moelle spinale en vue postérieure (cervelet réséqué), montrant l'émergence de plusieurs nerfs crâniens, notamment les racines du nerf accessoire, et des premiers nerfs cervicaux

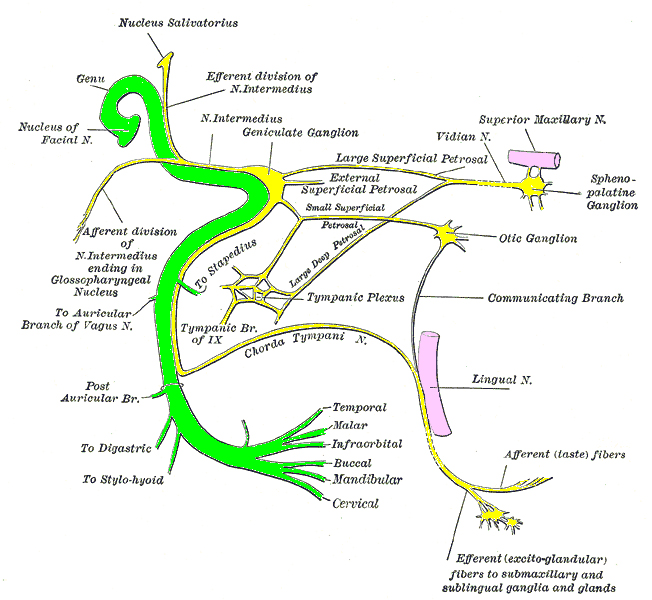
Schéma du nerf facial, les deux racines sont représentées en haut à gauche

Une racine nerveuse est le segment initial d'un nerf au niveau de son émergence du névraxe (encéphale et moelle spinale). Ces racines nerveuses sont disposées de manière symétrique de chaque côté de l'encéphale en ce qui concerne les nerfs crâniens, et de chaque côté de la moelle spinale en ce qui concerne les nerfs spinaux. En principe, on réserve habituellement le nom de racine à la partie initiale des nerfs qui est composée de plusieurs troncs séparés.

## Description

### Nerfs spinaux
Les nerfs spinaux (ou rachidiens) émergent de chaque côté de la moelle spinale (ou moelle épinière) et sont au nombre de 31 paires chez l'Homme. On distingue de chaque côté 8 nerfs cervicaux (C1 à C8), 12 thoraciques (T1 à T12), 5 lombaires (L1 à L5), 5 sacrés (S1 à S5) et 1 coccygien (Co).
La partie initiale de chaque nerf spinal se compose de deux racines, une racine ventrale (ou antérieure), motrice, et une racine dorsale (ou postérieure), sensitive. Ces deux troncs nerveux fusionnent à chaque niveau pour former le nerf spinal correspondant.

### Nerfs crâniens
Les nerfs crâniens émergent de l'encéphale (plus particulièrement du tronc cérébral pour la majorité d'entre eux) et sont au nombre de 12 paires chez l'Homme. Leur partie initiale est en général composée d'un unique tronc qui ne prend habituellement pas le nom de racine. Cependant, trois de ces nerfs, le trijumeau (V), le facial (VII) et l'accessoire (XI), possèdent deux racines.
Le nerf trijumeau possède une racine sensitive, principale, et une deuxième racine motrice. Bien que ces deux troncs nerveux ne se réunissent pas (la racine motrice s'unit seulement avec une branche de la racine sensitive), leur contiguïté fait qu'ils sont considérés comme faisant partie d'un même nerf.
Le nerf facial possède une racine principale appelée nerf facial « proprement dit », et une seconde racine appelée nerf intermédiaire. Ces deux troncs fusionnent pour former le nerf facial.
Le nerf accessoire possède une racine spinale et une racine bulbaire. Ces deux troncs se réunissent pour former le nerf accessoire.

## Conséquence
Les nerfs composés de deux racines (l'ensemble des nerfs spinaux, et les nerfs crâniens V, VII et XI) sont mixtes, c'est-à-dire à la fois moteurs et sensoriels. Les nerfs qui disposent d'un seul tronc émergeant du névraxe peuvent être uniquement moteurs, uniquement sensitifs mais aussi mixtes. Ainsi :
- les nerfs trochléaire (IV), abducens (VI) et hypoglosse (XII) sont purement moteurs ;
- les nerfs olfactif (I), optique (II) et vestibulocochléaire (VIII) sont purement sensitifs ;
- les nerfs oculomoteur (III), glossopharyngien (IX) et vague (X) sont mixtes.

## Pathologies
Radiculalgie : douleur suivant le trajet du dermatome de la racine nerveuse comprimée. Un dermatome désigne une zone cutanée où tous les nerfs sensitifs proviennent d'une même racine.
Le syndrome de la queue de cheval résulte d'une compression pluriradiculaire (de plusieurs racines) et se présente cliniquement par une anesthésie en selle et des troubles génito-sphinctériens.
En ce qui concerne les nerfs périphériques (situés en aval des racines), lorsqu'ils sont comprimés au sein de zones anatomiques étroites on parle de syndrome canalaire.

## Histoire
C'est l'anatomiste et médecin anglais Charles Bell qui découvrit que les racines antérieures de la moelle spinale servent au mouvement alors que les racines postérieures servent à la sensibilité, découverte capitale qu'il consigna dans son Exposition of the natural system of the nerves publiée à Londres, en 1824, et traduit par Jean-Louis Genest, dès 1825.